# Tarot

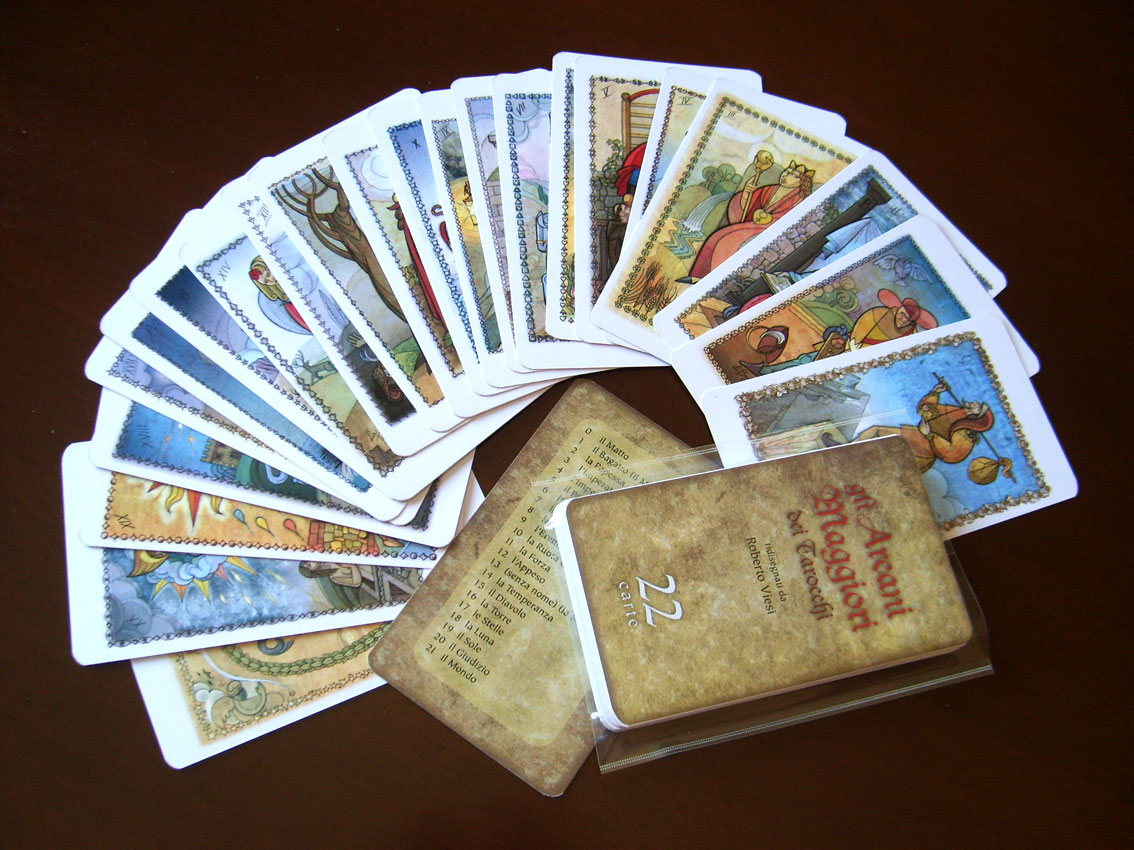
Set de cărți

Tarotul (prima dată cunoscut sub numele de trionfi, iar mai târziu ca tarocchi sau tarock) este un set de cărți, folosit de la mijlocul secolului XIII, prima apariție este Tarotul de Marsilia , iar apoi în diferite părți ale Europei pentru jocuri precum tarochinni italienesc, tarotul francez și austriacul Konigrufen. Multe dintre aceste jocuri cu cărți de tarot sunt încă desfășurate în prezent atât fizic prin unele părți din Europa Estică, Centrală cât și în mediul online prin servicii de tarot prin telefon sau prin chat. Pe la sfârșitul secolului XVIII, unele seturi de cărți de tarot au început să fie utilizate în paralel pentru divinație în forma tarotologiei și a cartomanției și, mai târziu, cele speciale au fost dezvoltate în ocultism. 
La fel ca alte cărți comune, cele de tarot au 4 semne (acestea variază după regiune: semnele franceze în Europa de Nord, cele latine în Europa de Sud, iar cele germane în Europa Centrală). Fiecare semn are câte 14 cărți, 10 cărți numerotate și 4 de curte (Regele, Regina, Cavalerul și Valetul). Tarotul are o a 21-a carte numită Atu și o singură carte numită Nebunul. În funcție de joc, Nebunul poate să acționeze ca un Atu de top sau poate să fie folosit pentru a evita următorul semn. Aceste cărți de tarot, fără simbolizare ocultistă, sunt încă folosite în mare parte a Europei pentru jocuri cu cărți. 
În țările în care se vorbește engleză, unde aceste jocuri nu sunt desfășurate frecvent, cărțile de tarot sunt folosite în primul rând cu scopuri de divinație, de obicei folosindu-se seturi de cărți specifice. Se crede că aceste cărti provin din Egiptul antic, create de autori ocultiști, sau de Kabbalah, dar nu există dovezi concrete ale acestor origini sau de utilizarea tarotului pentru divinație înainte de secolul XVIII.

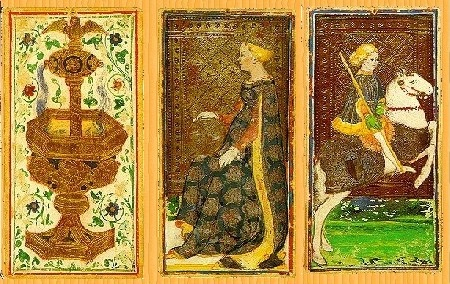
Visconti-Sforza tarot

## Etimologie
Cuvântul tarot provine din italiană tarocchi, care nu are origine. Una din teorii presupune că acest cuvânt, "tarot", provine de la râul Taro în nordul Italiei, lângă regiunea Parma. Unii scriitori cred că acest cuvânt provine din limba arabă طرق turuq, care înseamnă 'patru drumuri'. O altă variantă poate fi din arabă Arabic ترك taraka, 'a lăsa, a abandona, a omite'. După etimologie franceză, cuvântul italian tarocco derivă din arabă طرح ṭarḥ, 'respingere; scădere, deducție, reducere'.

## Arcanele
Etteilla a fost primul care a folosit tarotul în scopuri oculte, părerea lui era că originea cărților tarot, provine de la Cartea lui Thoth. Cărțile tarot a lui Etteilla, conțin teme legate de Egiptul Antic.
Termenul "arcana majoră" și "arcana minoră" pentru prima dată au fost folosite de Jean Baptiste Pitois (de asemenea cunoscut sub numele Paul Christian) și niciodată nu au fost uzate pentru jocurile Tarot.
Setul de 78 cărți are două părți distincte:
- Arcana Majoră constă din 22 cărți fără semn: Magicianul, Marea Preoteasa, Împărăteasa, Împăratul, Marele Preot, Îndrăgostiții, Faetonul, Forța, Eremitul, Roata Norocului, Dreptatea, Spânzuratul, Moartea, Echilibrul, Diavolul, Turnul, Steaua, Luna, Soarele, Judecata, Lumea, și Nebunul (cel din urmă fiind considerat adesea și prima carte).

Fiecare carte ilustrează o scenă, deseori o persoană sau câțiva oameni, cu multe elemente simboliste. În majoritatea seturilor, fiecare carte are număr (deseori cifre romane) și denumire, pe când unele au numai imaginea. Vechile seturi nu aveau nici număr, nici nume pe cărțile majore (probabil deoarece majoritatea oamenilor care le foloseau erau analfabeți) și ordinea cărților nu a fost standardizată. Ordinea generală a cărților este:
| Numărul  | Denumirea       |
| -------- | --------------- |
| 0 sau 22 | Nebunul         |
| 1        | Magicianul      |
| 2        | Marea Preoteasa |
| 3        | Împărăteasa     |
| 4        | Împăratul       |
| 5        | Marele Preot    |
| 6        | Îndrăgostiții   |
| 7        | Faetonul        |
| 8 sau 11 | Forța           |
| 9        | Eremitul        |
| 10       | Roata Norocului |
| 11 sau 8 | Dreptatea       |
| 12       | Spânzuratul     |
| 13       | Moartea         |
| 14       | Echilibrul      |
| 15       | Diavolul        |
| 16       | Turnul          |
| 17       | Steaua          |
| 18       | Luna            |
| 19       | Soarele         |
| 20       | Judecata        |
| 21       | Lumea           |

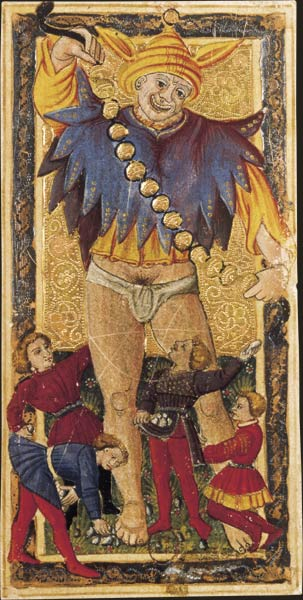
Nebunul

Imaginile Arcanei Majore reprezintă un simbolism variat și reflectat mai mult pe ilustrații decât informația care ne redă însuși denumirea cărții. Arcana Majoră este mai semnificativă în comparație cu Arcana Minoră și în citire are o importanță mai mare.
- Arcana Minoră constă din 56 cărți, împărțite în patru grupe de 14 cărți fiecare; 10 numerotate și 4 de curte. Cărțile de curte sunt Regele, Regina, Cavalerul și Valetul, în fiecare din patru grupe. Tarotul tradițional italian se împarte în Săbii/Spade, Bâte/Baghete, Pentagrame/Monede și Cupe/Potire.

| Simbolul latin                | Elementul | Clasa reprezentată     | Semnificația                                                         |
| ----------------------------- | --------- | ---------------------- | -------------------------------------------------------------------- |
| Potire/Cupe (Cups)            | apă       | clerul                 | emoții, dragoste, intuiție                                           |
| Pentagrame/Monede (Pentacles) | pământ    | negustorimea           | aspectele materiale ale vieții, sănătate, bani                       |
| Bâte/Baghete (Wands)          | foc       | nobilimea, regii       | creativitate, spiritualitate, voință, energie                        |
| Săbii/Spade (Spades)          | aer       | militarii, militărimea | aspectele mentale ale vieții, intelectualitate, vise, frici, gânduri |

## Modurile de așezare
Modul de așezare a cărților pentru a afla răspunsul la o întrebare, ordinea lor de extragere și așezarea pe masă, se numește etalare (termen împrumutat din jocurile de societate), citire sau tiraj (termenul vechi clasic). Sunt foarte multe tipuri de etalări, de la simpla extragere a unei cărți, la etalarea cu 10 cărți (Crucea celtică - cea mai cunoscută și mai utilizată), etalarea astrologică sau cercul celest (12 cărți) sau etalarea țigănească (21 de cărți) Cu cât sunt mai multe cărți atât mai complicată devine etalarea, deoarece informațiile trebuie conectate și armonizate , deși se obțin mai multe detalii. Pe de altă parte, chiar și o singură carte poate fi dificil de interpretat, pentru că are mai multe semnificații și depinde de: 	
- Întrebare
- Poziția cărții
- Cărțile care o înconjoară
- Orientarea sa (poziția directă sau inversă)

### Exemple de moduri de etalare

#### Crucea celtică

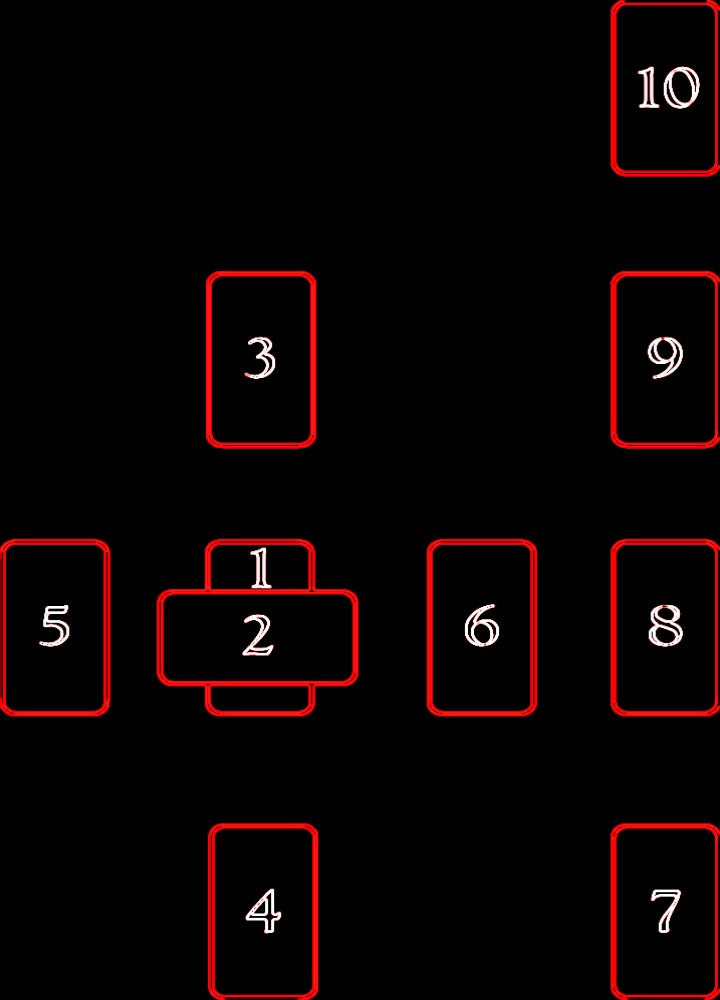
Crucea celtică

„Crucea celtică” este cea mai cunoscută etalare tarot în epoca antică și modernă. Cele zece poziții ale crucii celtice oferă destulă informație pentru reprezentarea celor mai complicate întrebări legate de dragoste, carieră, familie, sănătate, și a fost modul standard de citire timp de sute de ani.
- Cartea 1 - reprezintă baza, esența problemei, și chiar pe cel ce pune întrebarea.
- Cartea 2 - cartea reprezintă influența imediată asupra celui ce întreabă, dar și obstacolele ce îl așteaptă. Poziția orizontală descrie „încrucișarea” și arată o alternativă a întrebării.
- Cartea 3 - gânduri, planuri, ce gândește persoana referitor la întrebare.
- Cartea 4 - sentimente, reprezintă emoțiile celui ce întreabă, dar și substratul subconștient al situației.
- Cartea 5 - motivație, trecutul recent.
- Cartea 6 - viitorul apropiat, arată evenimentele ce vor avea loc în viitorul apropiat.
- Cartea 7 - semnifică atitudinea celui ce întreabă, îl semnifică.
- Cartea 8 - mediul înconjurător, factorii de mediu ce influențează situația respectivă.
- Cartea 9 - denotă fricile, speranțele, idealurile și dorințele celui ce întreabă.
- Cartea 10 - arată rezoluția cea mai probabilă a situației, viitorul distant; considerată de unii cea mai importantă carte din etalare.

#### Arborele vieții
„Arborele vieții” este etalarea folosită când se dorește vizionarea trecutului, prezentului, viitorului, motivelor anumitor incidente, cauzelor și efectelor asupra ciclului karmei.
- Cartea 1 - scopuri
- Cartea 2 - influența
- Cartea 3 - natura generală
- Cartea 4 - cheia
- Cartea 5 - influența (prezent)
- Cartea 6 - influența (viitor)
- Cartea 7 - efectul a semnificatorului
- Cartea 8 - efectul a mediului înconjurător
- Cartea 9 - speranțele și îngrijorări
- Cartea 10 - rezultat, final

#### Etalare astrologică
„Etalarea astrologică” sau „etalarea zodiacală” oferă o imagine detaliată a prezentului, trecutului și a viitorului. Este bazată pe 12 cărți și fiecare reprezintă grupul sau simbolul specific astrologic. Cititorul alege intuitiv 12 cărți, care corespund simbolurilor zodiacale și a 13-a carte reprezintă întrebarea. Această etalare s-a renumit prin combinația sa astrologică.
- Cartea 1 - personalitatea
- Cartea 2 - situația financiară
- Cartea 3 - situația socială
- Cartea 4 - bătrânețea, casa
- Cartea 5 - copiii, creativitatea
- Cartea 6 - sănătatea

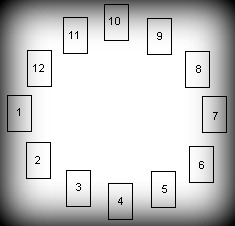
Etalare astrologică

- Cartea 7 - mariajul, relațiile de dragoste
- Cartea 8 - pierderi, moartea
- Cartea 9 - călătorii, visuri
- Cartea 10 - cariera
- Cartea 11 - prietenii
- Cartea 12 - karma